# Diaphorus pilitibius
Diaphorus pilitibius är en tvåvingeart som beskrevs av Negrobov och Maslova 2005. Diaphorus pilitibius ingår i släktet Diaphorus och familjen styltflugor. Inga underarter finns listade i Catalogue of Life.